# Ligusticum
Ligusticum is een geslacht uit de schermbloemenfamilie (Apiaceae). De soorten komen voor in de gematigde delen van het noordelijk halfrond tot in Mexico.

## Soorten
- Ligusticum afghanicum Rech.f.
- Ligusticum albanicum Jáv.
- Ligusticum calderi Mathias & Constance
- Ligusticum californicum J.M.Coult. & Rose
- Ligusticum canadense (L.) Britton
- Ligusticum canbyi J.M.Coult. & Rose
- Ligusticum elegans H.Wolff
- Ligusticum falcarioides H.Wolff
- Ligusticum ferulaceum All.
- Ligusticum filicinum S.Watson
- Ligusticum glaucescens Franch.
- Ligusticum glaucifolium H.Wolff
- Ligusticum gongshanense F.T.Pu, R.Li & H.Li
- Ligusticum grayi J.M.Coult. & Rose
- Ligusticum gyirongense R.H.Shan & H.T.Chang
- Ligusticum irramosum Rech.f. & Riedl
- Ligusticum kiangsiense H.Wolff
- Ligusticum kingdon-wardii H.Wolff
- Ligusticum kulingense H.Wolff
- Ligusticum littledalei Fedde ex H.Wolff
- Ligusticum lucidum Mill.
- Ligusticum madrense Rose
- Ligusticum mairei M.Hiroe
- Ligusticum marginatum C.B.Clarke
- Ligusticum moniliforme Z.X.Peng & B.Y.Zhang
- Ligusticum mucronatum (Schrenk) Wittr. & Juel
- Ligusticum nematophyllum (Pimenov & Kljuykov) F.T.Pu & M.F.Watson
- Ligusticum nullivittatum (K.T.Fu) F.T.Pu & M.F.Watson
- Ligusticum officinale (Makino) Kitag.
- Ligusticum olympicum Novák
- Ligusticum porteri J.M.Coult. & Rose
- Ligusticum rockii M.Hiroe
- Ligusticum scothicum L.
- Ligusticum thomsonii C.B.Clarke
- Ligusticum tibetanicum H.Wolff
- Ligusticum verticillatum (Geyer ex Hook.) J.M.Coult. & Rose
- Ligusticum wawrae H.Wolff
- Ligusticum yunnanense F.T.Pu
- Ligusticum yushuense J.T.Pan

... · 
Aciphylla · 
Actinotus · 
Aegopodium · 
Aethusa · 
Ammi (Akkerscherm) · 
Anethum · 
Angelica (Engelwortel) · 
Anisotome · 
Anthriscus (Kervel) · 
Apium (Moerasscherm) · 
Artedia · 
Astrantia (Sterrenscherm) · 
Athamanta · 
Azorella · 
Berula · 
Bifora · 
Bunium · 
Bupleurum (Goudscherm) · 
Carum (Karwij) · 
Caucalis · 
Chaerophyllum (Ribzaad) · 
Cicuta · 
Conium · 
Conopodium · 
Coriandrum · 
Crithmum · 
Cuminum · 
Daucus · 
Eryngium (Kruisdistel) · 
Falcaria · 
Ferula · 
Foeniculum · 
Heracleum (Berenklauw) · 
Levisticum · 
Myrrhis · 
Oenanthe (Torkruid) · 
Orlaya · 
Pastinaca (Pastinaak) · 
Petroselinum (Peterselie) · 
Peucedanum (Varkenskervel) · 
Pimpinella (Bevernel) · 
Pycnocycla ·
Sanicula · 
Scandix · 
Selinum · 
Silaum · 
Sium · 
Smyrnium (Zwarte kervel) · 
Steganotaenia · 
Thapsia · 
Thaspium · 
Thecocarpus · 
Tiedemannia · 
Tilingia · 
Torilis (Doornzaad) · 
Xanthosia · 
...